# 開巴郡
开巴郡，中国南北朝时设置的郡。
南朝梁大同二年（536年）置开巴郡，属万州，为万州治。治所在东乡县（今四川省宣汉县北）。东乡县改名宣汉县。辖境约当今四川省达州市和达川区地。承圣二年（553年）被西魏占领，萬州改为通州，西魏时治所改名石城县（今四川省达州市通川区）。西魏、北周为通州治。下辖石城县、新南县，隋文帝开皇三年（583年）废开巴郡，石城县直属通州。